# Vlaštica
Vlaštica je brdo u BiH, 915 metara visoka i dominantna kota u dubrovačkom zaleđu. S njenog vrha pruža se pogled na Rijeku dubrovačku, Elafitske otoke i brdo Srđ na čijim je padinama smješten grad Dubrovnik. Vlašticu se može vidjeti iz Hrvatske: iz Rijeke dubrovačke, s Koločepa, Lopuda i Šipana.

## Vlaštica u opsadi Dubrovnika
U Domovinskom ratu, za vrijeme opsade Dubrovnika, dugo je vremena bila snažno srpsko uporište. S nje su pripadnici postrojba vojske Republike Srpske vršili navođenje topničke vatre na civilne ciljeve u Dubrovniku i okolici.
Vlaštica je oslobođena 24. listopada 1992. u operaciji Vlaštica.